# Видеонаблюдение

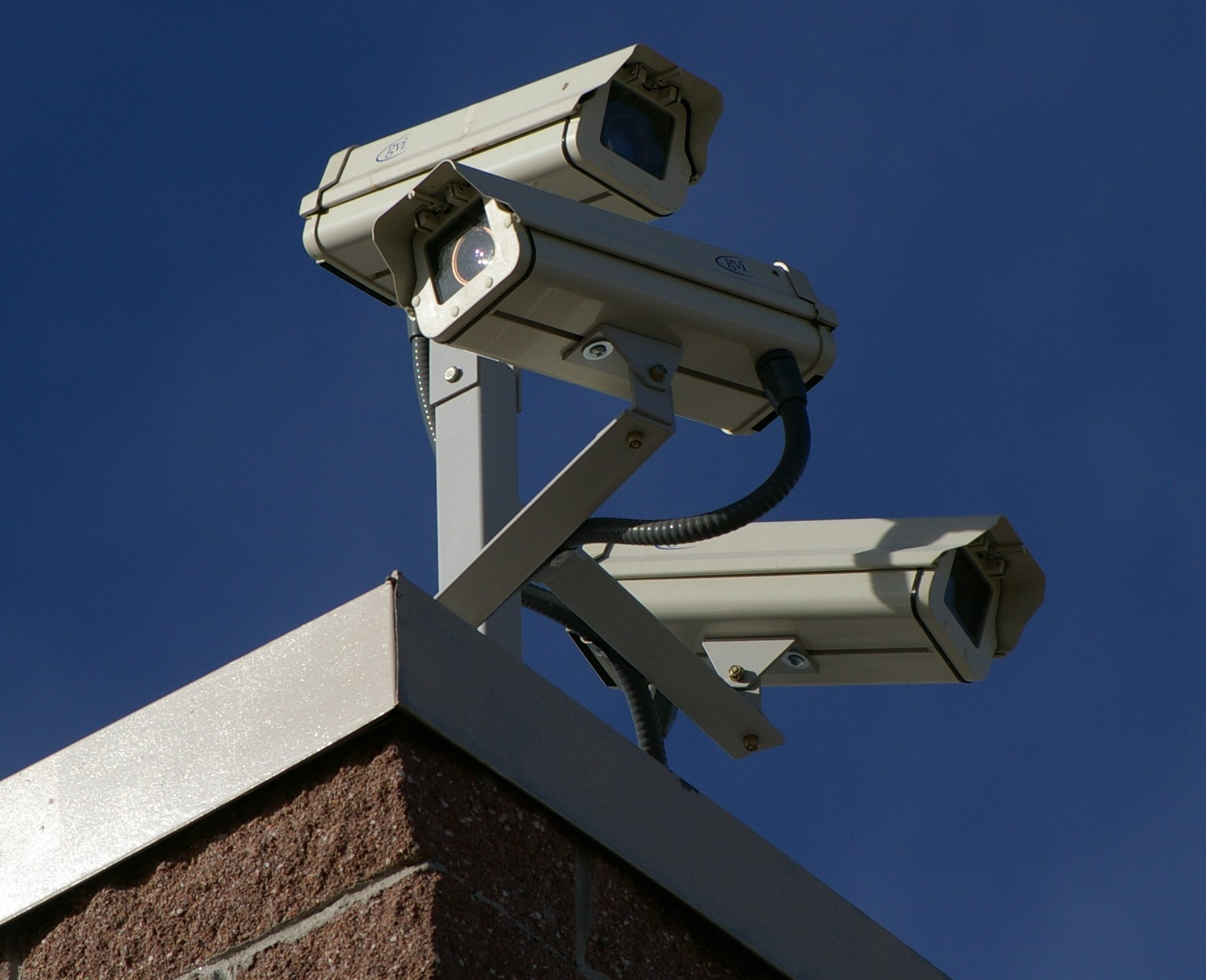
Камеры видеонаблюдения на углу здания

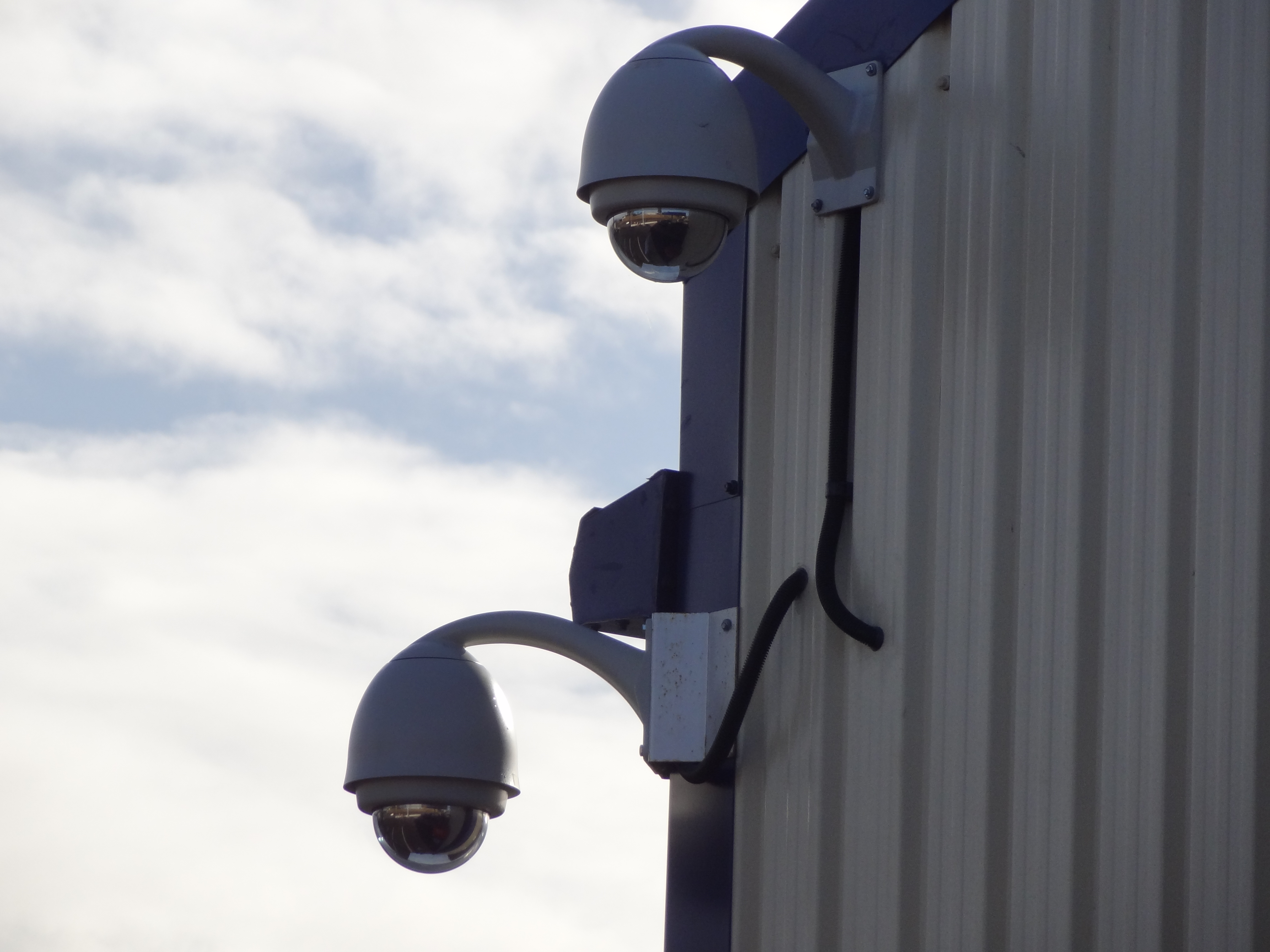
Купольные камеры видеонаблюдения

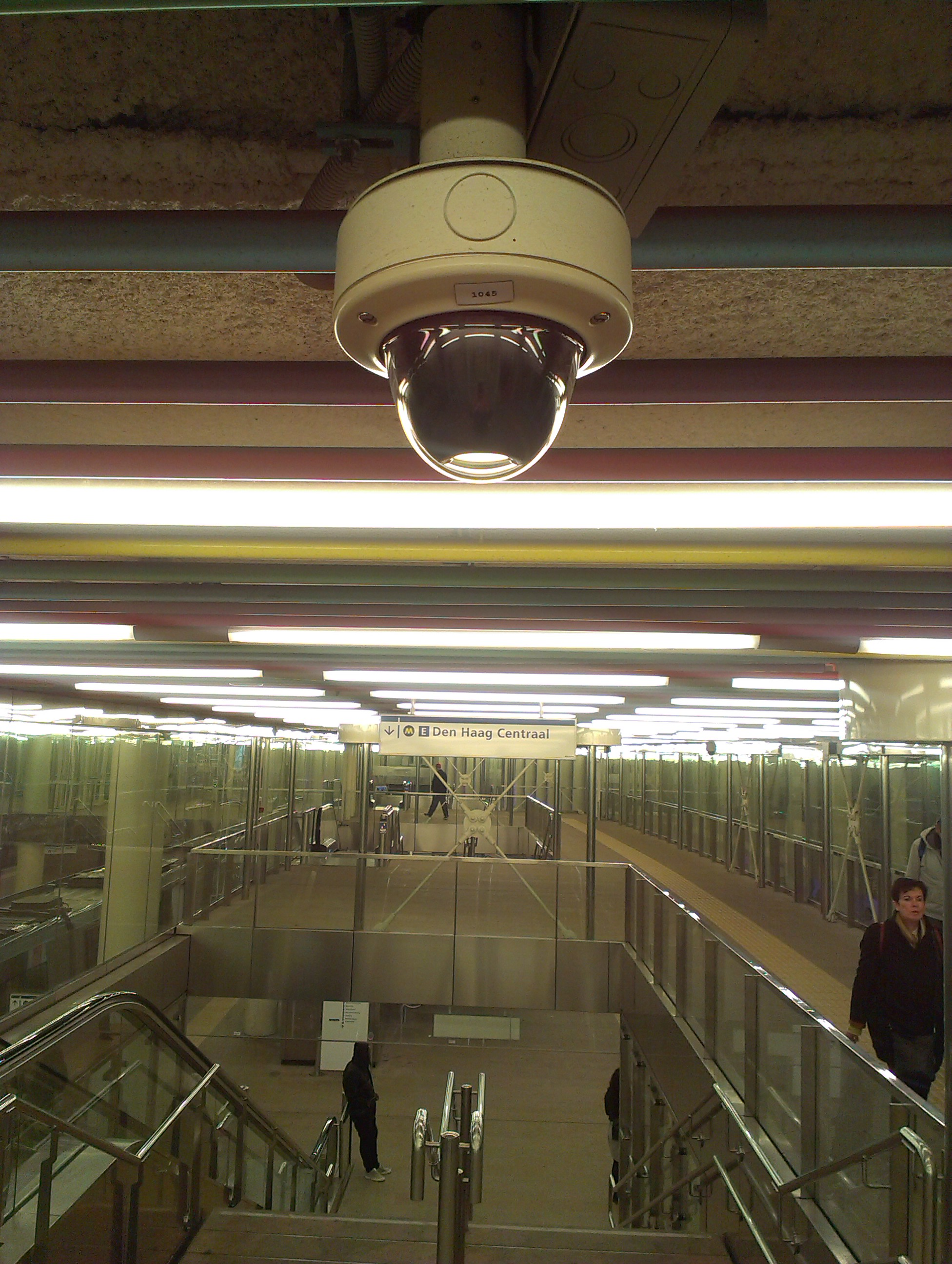
Купольная камера видеонаблюдения метро Роттердама

Видеонаблюде́ние (англ. video surveillance) — наблюдение с помощью видеотехнических средств. Слово видеонаблюдение вошло в русский литературный язык в 90-е годы для обозначения скрытого наблюдения, осуществляемого с помощью видеотехники. Слово теленаблюдение (вошедшее в язык в 70-е годы) предусматривало публичный показ наблюдаемого процесса телезрителям.
В СССР промышленное (прикладное) телевидение относилось к производственной (ведомственной) связи.
Наблюдение осуществляется с помощью передающей телевизионной камеры, с которой сигнал транслируется по радиоканалу или кабелю на приёмный пункт, где воспроизводится на экране. Контроль включает в себя как воспроизведение изображения, сочетание воспроизведения изображения с его анализом, так и телевизионную автоматику без воспроизведения изображения для человека. Для технологий телевидения характерны: высокая оперативность, достоверность и детальность передаваемого изображения; возможность наблюдения за объектами, где пребывание человека невозможно или нецелеобразно. В случае использования видеонаблюдения для обеспечения безопасности одной из основных задач является регистрация видеопотоков с использованием видеорегистраторов.

## Замкнутое (прикладное) телевидение
Замкнутая система телевидения, замкнутое телевидение (англ. closed circuit television, CCTV) — телевидение, позволяющее передавать изображения на относительно короткие расстояния, обычно по кабелю, и предназначенное для определённых групп пользователей. Применяется для наблюдения за общественными, опасными или труднодоступными местами, изучения хирургических операций, противокриминальной защиты и т.д. Термин телевидение без уточнения, как правило, используется для обозначения телевизионного вещания. Системы телевизионного вещания по характеру использования являются открытыми, в отличие от замкнутых систем. Систему вещательного телевидения определяет совокупность нормированных параметров (телевизионный стандарт).
В 1970-е годы в рамках стандартизации в английском языке использовали термин closed — circuit televission systems, в русском установки телевизионные прикладного назначения.
Замкнутое телевидение разделяется на две области: визуальные системы предназначены для наблюдения людьми, телевизионная автоматика использует сигналы в технических средствах.
Замкнутое телевидение имеет ограниченное число телевизионных приёмников. Замкнутое телевидение можно классифицировать по количеству передатчиков и приемников:
- один передатчик и один приёмник (например, подводное телевидение);
- один передатчик и несколько приёмников (например, учебное телевидение);
- несколько передатчиков и один приёмник (например, промышленное телевидение)[13].

Телевидение разделяется:
- по качественному признаку
  - чёрно-белое;
  - цветное;
- по ширине спектра сигнала
  - узкополосное;
  - широкополосное;
- по виду развёртки изображения
  - однострочная;
  - многострочная;
  - малокадровая;
  - многокадровая;
- по способу передачи сигнала
  - открытые;
  - замкнутые[17];
- по направлению передачи
  - однонаправленное;
  - между двумя пунктами в обоих направлениях (например, видеотелефон)[18];
- по типу телевизионного датчика
  - электронное;
  - оптико-механическое[19].

В замкнутых системах отсутствуют мощные передающие устройства, аппаратно-студийные комплексы и другие сложные технические службы. В большинстве случаев отстутствует звуковое сопровождение.

## История
В 1942 году в Германии компанией Siemens была создана первая в мире система видеонаблюдения  для наблюдения за испытаниями ракет «Фау-2» на полигоне Пенемюнде, главным разработчиком той системы был Вальтер Брух, который, в 1963 году, руководил разработкой системы PAL.
В 1949 году в США появилась первая коммерческая система видеонаблюдения Vericon, преимуществом этой системы называлось использование проводов вместо радиоволн, и как следствие, отсутствие необходимости в получении разрешений.
В 1949 году был опубликован фантастический роман Джорджа Оруэлла «1984», в которой автор описывал массовое использование видеонаблюдения.
В 1956 году в Гамбурге (Германия) полиция провела испытания уличной системы видеонаблюдения, названной «Zauberspiegel» («волшебное зеркало»). Полицейские наблюдали через монитор за движением автотранспорта на улице и переключали сигналы светофора нажатием одной кнопки.
В 1959 году в Ганновере и Мюнхене началось использование системы видеонаблюдения для мониторинга уличного движения. 
В 1960 году полиция Франкфурта-на-Майне ввела в эксплуатацию первую автоматическую систему фотографирования нарушений правил дорожного движения на светофорах.
В 1965 году система видеонаблюдения за дорожной обстановкой Мюнхена была расширена до 14 камер, каждая из которых имела функции поворота, приближения и панорамирования.
Великобритания была первой страной, начавшей эксперимент по установке постоянных стационарных камер в публичных местах для обеспечения безопасности. В июле 1960 года полиция Лондона устанавливает две временные камеры на Трафальгарской площади для наблюдения за толпой, пришедшей наблюдать за официальным визитом тайской королевской семьи.
В сентябре 1968 года в американском городе Олеан, штат Нью-Йорк, было установлено видеонаблюдение на наиболее оживлённых улицах в целях охраны правопорядка. Установленные камеры отсылали изображения в департамент полиции 24 часа в сутки. Они имели механизм поворота вправо и влево по таймеру, захватывая большое пространство на прилегающих улицах, и действительно позволяли предотвращать преступления. Потребовалось 2 года и 1,4 миллиона долларов по курсу 1968 года, чтобы спроектировать и развернуть систему охранного телевидения на 8 камер. Новости о новой системе быстро распространялись. В течение года после установки 160 начальников полицейских департаментов со всей страны приехали в Олеан для ознакомления с принципом работы и возможностями видеонаблюдения.
Другая крупная полицейская система видеонаблюдения была установлена в 1973 году на Таймс-сквер в Нью-Йорке, однако она не привела к заметному снижению преступности на этой площади.
Ранние системы видеонаблюдения позволяли только просматривать изображение с камер, а запись была возможна только в ручном режиме по команде оператора. Непрерывная запись появилась только в 1970-х годах с развитием технологий видеозаписи.
В 1980-х годах в системах видеонаблюдения начала активно внедряться цифровая обработка сигналов. В камерах стали активно применяться ПЗС-матрицы вместо электронно-лучевых трубок, что привело к уменьшению габаритов камер наблюдения. Начинают выпускаться цветные камеры наблюдения.
10 мая 1997 года в Брайтоне (Великобритания) произошли первые акции протеста против массового видеонаблюдения. В акциях протеста участвовали более 200 человек. Ими производились не только выступления, но и провокации, такие как инсценировка драк перед камерами, «угон» собственных машин, имитация торговли наркотиками. Также активисты загораживали камеры воздушными шариками и расклеивали предупреждения о видеонаблюдении в туалетах и раздевалках. Несколько десятков камер были повреждены. Полицией были арестованы три человека, повредившие камеры в центре города.
В конце 1990-х годов появились и стали набирать популярность полностью цифровые системы видеонаблюдения, в частности, IP и SDI, а аналоговые системы стали записывать сигнал на цифровой носитель. В камерах стали также применяться более дешёвые, чем ПЗС, КМОП-матрицы.
В 1998 в лондонском районе Ньюэм впервые установлена система распознавания лиц. В 2000-х годах системы распознавания лиц позволяют идентифицировать лицо человека с точностью не менее 80 %.
В 2009—2012 годах в Москве в подъездах жилых домов было установлено 80 тыс. видеодомофонов с цветными камерами, предназначенными для детальной съёмки лиц людей, входящих в подъезды. Данные системы могут быть использованы для распознавания лиц. Стоимость системы составила 1,7 млрд рублей.

## Технические средства
В систему видеонаблюдения входят камеры, регистратор с записывающим устройством, блок питания, кабель для передачи информации между камерами и видеорегистратором, монитор и прочие материалы.

### Телекамеры (видеокамеры)
Телевизионная камера передающая (телекамера) — средство обнаружения для преобразования оптического изображения в электрические сигналы. Телекамеры для прикладного телевидения отличаются от вещательных отсутствием видоискателя. Видеокамера в своём корпусе содержит телекамеру и средство записи видеосигнала.
На данный момент наибольшее применение получили камеры на основе ПЗС-матриц. В большинстве случаев используются короткофокусные объективы типа фикс-фокус, не требующие фокусировки, и автоматическое управление экспозицией. Основные производители матриц — Sony, Sharp, Panasonic, Samsung, LG, Hynix. Их использование позволило создать умеренные по цене и достаточно высококачественные изделия широкого применения. Обычно разница между камерами, основанными на матрицах разных производителей, проявляется в сложных условиях освещения. В линейке каждого производителя присутствуют как дешёвые и стандартные по параметрам матрицы, так и матрицы повышенного разрешения и/или повышенной чувствительности.
По конструктивным особенностям камеры можно разделить на типы:
- модульные — бескорпусные устройства в виде однослойной печатной платы, наиболее распространён размер 32×32 мм, предназначена для установки в термокожухи, полусферы и т. п.;
- мини — камеры в квадратных или цилиндрических корпусах, обычно применяемых как готовое изделие для установки внутри помещений;
- корпусные — наиболее распространённый форм-фактор устройств, называемый также камера стандартного дизайна или Box camera;
- купольные (Dome camera) — корпус представляет собой полусферу или шар, прикреплённый к основанию;
- управляемые (поворотные или скоростные камеры) — комбинированное устройство, состоящее из камеры, трансфокатора и поворотного устройства;
- гиростабилизированные — камеры, используемые на подвижных объектах с целью получения стабилизированного изображения;
- видеорегистраторы.

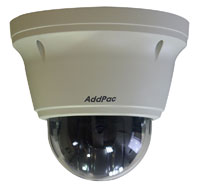
Купольная IP камера

По типу выходного сигнала камеры подразделяют на аналоговые и цифровые. Большинство цифровых камер передают сигнал по стандартной компьютерной сети типа Ethernet — так называемые IP-камеры.
По способу передачи данных камеры делятся на проводные и беспроводные. Последние имеют в своем составе передающее устройство и антенну.
Чувствительность камеры характеризуется минимальным отверстием диафрагмы (максимальным F-числом), дающим видеосигнал размаха 1 В на тестовой таблице, освещённость которой 2000 лк, с цветовой температурой 3200 оК.
Чувствительность камеры, четко определённая в широковещательном ТВ, в охранном телевидении часто понимается неверно, её обычно путают с минимальной освещённостью.
Минимальная освещенность (в характеристиках камер этот параметр часто указывают как чувствительность) — это наименьшая освещённость на объекте, при которой камера даёт распознаваемый сигнал, выражается в люксах на объекте. Ряд производителей использует термин распознаваемый сигнал в широком смысле и не указывают уровень сигнала на выходе камеры. Этот уровень может составлять даже 10 %, что при включенной автоматической регулировке усиления (АРУ) будет казаться значительно больше.

 +Типичные уровни освещенности
| Время или место          | Облачная безлунная ночь | Ясная безлунная ночь | Полнолуние | Уличное освещение | Офисное освещение | Ясный день |
| Уровень освещённости, лк | 0,0001                  | 0,001                | 0,01-0,1   | 1-10              | 100-1000          | до 100 000 |

Динамический диапазон ПЗС-матрицы камеры определяется как максимальный сигнал по отношению к среднеквадратичному значению фона экспозиции, то есть отношение тёмных и ярких объектов в пределах одной сцены. Чем выше это отношение, тем более тёмные элементы видны на ярком общем фоне кадра.
Разрешающая способность аналоговой камеры — это максимальное число линий, помещающихся в одном кадре монитора (ТВЛ — телевизионные линии, от англ. Television Lines, TVL). Обычно указывается разрешающая способность по горизонтали, разрешающая способность по вертикали составляет 3/4 от горизонтальной.
Разрешающая способность устройств обработки и отображения видеоинформации измеряется, как правило, в пикселях. Это способность прибора раздельно наблюдать, фиксировать и (или) отображать рядом расположенные точки графического образа объекта. Измеряется числом раздельно отображаемых точек, приходящихся на дюйм поверхности кадра. Первое число — количество точек по горизонтали, второе — по вертикали. Иногда её измеряют в CIF.
Отношение сигнал/шум — это превышение уровня сигнала над уровнем шума при минимальной освещенности, измеряется в дБ и зависит от качества ПЗС матрицы камеры. На экране зашумленное изображение выглядит как зернистость или снег, а в цветном изображении появляются короткие цветные полоски или вспышки.
Формула по напряжению имеет вид S/N=20lg (Uc/Uш)
Формула по мощности сигнала имеет вид S/N=10lg (Pc/Pш)

#### Объективы
Объектив — устройство, предназначенное для фокусировки светового потока на матрице камеры.
Объективы делятся на:
- монофокальные — объективы с постоянным фокусным расстоянием;
- вариофокальные (трансфокаторы) — объективы с переменным фокусным расстоянием, изменяемым вручную или дистанционно.

По способу управления диафрагмой объективы делятся на объективы с фиксированной диафрагмой, с управлением диафрагмой Direct Drive и с управлением диафрагмой Video Drive.

#### Корпуса
Для различных условий эксплуатации модульные камеры помещаются в корпуса различных типов, например, купольный корпус (традиционный для камер, устанавливаемых внутри помещений), термокожух (корпус, защищённый от воздействия осадков и низких температур; предназначен для камер, устанавливаемых на улице), антивандальный корпус (для уличной и внутренней установки) и др.

### Средства вывода изображения
Последовательный видеокоммутатор (Switcher) — устройство для последовательного вывода изображения от камер на 1 монитор (устарели с появлением цифровых устройств записи).
Квадратор — устройство для одновременного вывода изображения от камер (обычно 4 или 8) на 1 монитор (устарели с появлением цифровых устройств записи).
Мультиплексор — устройство для одновременного вывода изображения от камер (обычно 4/8 или 16) на 1 монитор и формирования последовательности изображения от всех камер для записи на аналоговый магнитофон (устарели с появлением цифровых устройств записи).
Матричный видеокоммутатор (Matrix switcher) — устройство для одновременного вывода изображения от любой из камер в системе на любой монитор в системе. Гораздо более сложное и эффективное устройство, чем обычный видеокоммутатор.
Деление просматриваемого пространства на зоны (DORI = detection, observation, recognition, identification).
- Зона обнаружения — система наблюдения видит человека, не менее 25 пикселей/метр
- Зона наблюдения — видно, как человек одет, куда смотрит, что несёт, не менее 50…60 пикселей/метр
- Зона узнавания — можно узнать знакомого человека, не менее 100…120 пикселей/метр
- Зона опознания или идентификации — незнакомый человек запечатлён достаточно хорошо, чтобы можно было подать ориентировку на него, не менее 200…250 пикселей/метр

Например: соседние улицы — зона обнаружения, на дорожках и газонах нужно наблюдение, двор уже зона узнавания, а на стоянке и у дверей должно быть достаточно высокое качество для ориентировки. От этого зависит расположение камер (высоко подвешенная не сможет сделать хорошую ориентировку) и фокусное расстояние объективов (у широкоугольного расстояния обнаружения, наблюдения и т. д. меньше, чем у длиннофокусного).

### Устройства записи изображения
Видеомагнитофоны — устройства записи на магнитную ленту. Стандартно на кассету E-180 можно записать до 24 часов видео, при пониженных требованиях к скорости записи до 960 часов. Практически вышли из употребления.

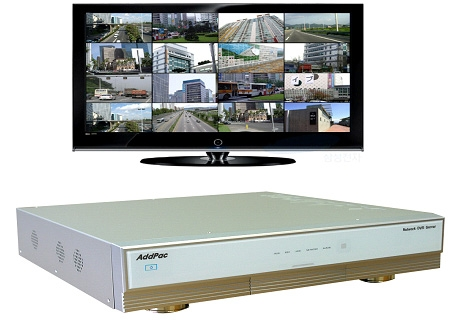
16-канальный видеорегистратор

Цифровые регистраторы  — современные устройства записи на жёсткий диск (HDD). Подразделяются на видеосерверы (основанные либо на обычном ПК под управлением Windows или Linux (со специализированной платой видеозахвата в случае применения аналоговых камер) и программным обеспечением записи и обработки видео, либо на специально собранном специализированном компьютере, являющемся ядром крупной системы безопасности) и автономные видеорегистраторы (DVR, non-PC или Stand-alone).
Прочие специализированные регистраторы — различные типы устройств применяются для решения отдельных задач видеонаблюдения. Например, для записи и хранения информации от камер системы видеонаблюдения, установленных в вагонах Московского метрополитена, помимо прочих устройств применяется взрывозащищённая память типа флеш.
Также многие IP-камеры имеют слот для карт памяти, на которую они могут производить запись. Это делает камеру самодостаточным средством видеофиксации, а также используется для резервирования записи - например, на случай выхода из строя основного устройства записи изображения.
Скорость записи (воспроизведения или просмотра) — Кадровая частота — количество кадров, которое видеосистема записывает (воспроизводит или передаёт) за одну секунду. Измеряется в кадрах в секунду (англ. frames per second, fps). Иногда производителями используется pps — количество полуполей, отображаемых видеосистемой за секунду. 1 fps = 2 pps.
Режимы записи
- Непрерывная запись — это постоянная круглосуточная запись видеоизображения,
- Запись по расписанию — запись в определённое время суток,
- Запись по тревоге — запись начинается при поступлении определённого сигнала,
- Запись по детектору движения — запись осуществляется только во время изменения изображения,
- Экстренная запись или запись в ручном режиме — запись начинается по команде оператора (при нажатии кнопки).

Двухпоточность — свойство IP-камер и устройств кодирования видео предоставлять два видеопотока различного качества для каждого канала видео. Поток высокого разрешения используется для сохранения в архив и для отображения в полноэкранном режиме. Поток низкого разрешения используется для отображения в режиме мультиэкрана. В общем случае возможно предоставление более двух потоков.

### Видео и аудиодомофоны
Устройства для организации контроля доступа в помещения с функцией видеофиксации и/или аудиофиксации.

### Вспомогательные устройства
- Тепловизоры — устройство для наблюдения за распределением температуры исследуемой поверхности, например для обнаружения человека в тёмное время суток по его тепловому излучению.
- Автоматические фотокамеры — используются для расширения возможностей систем видеонаблюдения.
- Микрофоны — используются для синхронного получения видеоизображения и звука. В ряде случаяев используется разное количество камер и микрофонов — асинхронные системы видеонаблюдения и аудиоконтроля.

### Дополнительное оборудование
Для организации видеонаблюдения используется широкий спектр дополнительного оборудования: ИК-прожекторы, модуляторы, усилители и т. п.

## Области применения

### Видеонаблюдение на транспорте
- Видеонаблюдение в автобусах и маршрутных такси

Основные задачи:
1. фиксирование преступлений в салонах;
2. контроль действий и рабочего времени водителя.

Решение реализуется с помощью организации видеозаписи на каждом транспортном средстве. После прибытия транспортного средства в парк информация с локальных устройств видеозаписи передаётся на архивные видеосерверы парка.
- Видеонаблюдение в электропоездах

Основные задачи:
1. фиксирование преступлений в вагонах;
2. контроль действий машиниста.

Решение реализуется с помощью организации видеозаписи в каждом вагоне. В некоторых случаях видеотрансляция с камер в режиме реального времени осуществляется в кабину машиниста. После прибытия электропоезда в депо информация с локальных устройств видеозаписи передаётся на архивные видеосерверы железнодорожного депо.
- Видеонаблюдение в вагонах метрополитена (может быть аналогичным видеонаблюдению в электропоездах)

В виде централизованной системы видеонаблюдения в реальном времени реализовано в России пока только в Московском метрополитене. Основные задачи:
1. фиксирование преступлений в вагонах;
2. контроль действий машиниста;
3. возможность оперативной реакции на события в режиме реального времени.

Решение реализуется с помощью организации видеозаписи в каждом вагоне. После прибытия электропоезда метро в депо информация с локальных устройств видеозаписи передаётся на архивные видеосерверы метрополитена. Решение отдельной задачи передачи данных из движущихся вагонов в режиме реального времени дало возможность оператору Ситуационного центра в любой момент подключиться к любой из камер, которые установлены в вагонах.
- Видеонаблюдение на промышленном ж/д транспорте

Системами видеонаблюдения оснащаются также грузовые и магистральные тепловозы и электровозы, находящиеся в собственности промышленных предприятий (например, добывающая промышленность), что обеспечивает:
1. повышение безопасности движения (при нахождении работников, посторонних людей и предметов на железнодорожных путях, для безопасного пересечения ж/д переездов и т. д.);
2. контроль сохранности груза и несанкционированных сливов топлива;
3. оценку работы локомотивных бригад (следование регламентам, грамотность действий);
4. доказательную базу при расследовании аварийных ситуаций[27].

Решение реализуется с помощью установки:
1. камер снаружи и внутри локомотива;
2. видеорегистратора в виброустойчивом и антивандальном исполнении;
3. микрофона для записи переговоров локомотивной бригады;
4. монитора для отображения видео с камер в кабине машиниста.

### Развлекательные и торговые объекты
Основная задача видеонаблюдения в казино — обеспечение сохранения имущества компании.
В обязанности оператора входит также отслеживание недобросовестного персонала, мошенников, мониторинг случаев воровства.
В идеале оператор знает все правила казино, основные стратегии и системы счёта, следит за внешним видом и действиями персонала, поведением игроков, опираясь на язык тела.
На крупных торговых объектах видеонаблюдение используется в следующих целях:
- противодействие хищениям со стороны посетителей. Путём взаимодействия оператора CCTV с магазинными детективами (сотрудниками службы безопасности, находящихся в торговом зале под видом покупателей) и группой физической охраны (сотрудниками ЧОП или СБ в форме, находящимися на постах) осуществляется негласное постоянное визуальное сопровождение подозрительных лиц по магазину.
- контроль за персоналом магазина. В отсутствие системы контроля доступа по магнитным ключам видеонаблюдение помогает контролировать трудовую дисциплину (время приходов и уходов сотрудников). Также размещенные в складских и служебных помещениях камеры помогают в работе службы безопасности при анализе бизнес-потерь, возникающих в логистическом отделе:
  - расследование проведения бестоварных документов (когда товара фактически не привезли, а ответственное лицо его фиктивно приняло)
  - расследование фактов пересортицы принимаемого и отгружаемого товара
  - расследование фактов порчи товара при перемещении по складам (неумелость либо халатность персонала)
- обеспечение общей безопасности. Поскольку оператор видеонаблюдения при грамотно подобранном размещении и типе камер контролирует практически весь зал, он может по радиостанции скоординировать прибытие сотрудников охраны на место возникновения пожара, совершения противоправных действий, для оказания первой помощи почувствовавшему себя плохо посетителю. Просмотр архивов помогает расследовать несчастные случаи с персоналом (склады, как правило, механизированы подъёмно-погрузочной техникой, травмы и подобные ЧП там не редкость)
- поскольку крупные торговые комплексы являются местом совершения преступлений не только в отношении самого предприятия, но и посетителей, наличие сети видеонаблюдения с архивированием данных помогает расследовать и в ряде случаев предотвращать угоны автомашин с парковок, деятельность воров-карманников и борсеточников. Зачастую сотрудники правоохранительных органов обращаются в СБ магазинов с просьбой предоставить архивные видеоданные, когда подобные преступления происходят в поле обзора CCTV.

### Офисы
На данный момент, системы видеонаблюдения в России установлены в половине офисов страны. Фиксация событий в офисе служит для обеспечения безопасности сотрудников, предотвращения мелкого воровства, выявления недобросовестных работников, а также ограничения возможности «утечки» служебной информации.

### Видеонаблюдение на войне
Используются беспилотники с камерами видеонаблюдения для точности артиллерии, скрытые камеры наблюдения для наблюдения за действиями противника, используются камеры ночного видения и тепловизоры.

#### Законность видеонаблюдения
Законность видеонаблюдения определяется и регулируется соответствующими законами и подзаконными актами страны, на территории которой будет устанавливаться нескрытое и скрытое видеонаблюдение. Почти во всех случаях действует следующий принцип: законность видеонаблюдения зависит от того, не нарушает ли оно права человека и есть ли у вас разрешение на осуществление этой деятельности от людей, которых она непосредственно коснётся. Туалетные комнаты и зоны отдыха входят в число мест, в которых установка видеонаблюдения недопустима. Места, где установлены камеры, должны быть оборудованы специальными предупреждающими знаками, например «Ведётся видеонаблюдение». Соответствующие изменения также должны найти отражение и в трудовом договоре сотрудника, где должны быть прописаны следующие пункты:
- просматривать видеоархив имеет право ограниченный круг лиц, в основном руководитель и сотрудники службы безопасности;
- вышеуказанные сотрудники должны быть уведомлены об ответственности за разглашение и использование персональных данных работников;
- записи с камер видеонаблюдения нельзя использовать для стимулирования поведения сотрудников, а также в воспитательных целях[28].[нет в источнике]

### Домашний сектор
Типичная система видеонаблюдения, предназначенная для домашнего пользования, включает камеру, подключаемую по кабельному либо беспроводному каналу к домашней локальной сети. В комплект также входит программное обеспечение для удалённого наблюдения, видеозаписи, а также для управления записанным контентом. Сеть строится на базе одной или нескольких IP-камер.
Передача видео по сети требует существенной ширины канала передачи, поэтому в системах видеонаблюдения используется кодирование информации с целью сжатия. Ранее для построения сети применялись специализированные устройства для кодирования передаваемых данных. В настоящее время кодеры встраиваются непосредственно в IP-камеры.